# محطة قطار حاسي المدني
محطة حاسي المداني، هي محطة قطار في الجزائر تقع في بلدية الخيثر، في ولاية البيض

## التموقع في السكة الحديدية
تقع المحطة على ارتفاع 1 444,450 متر فوق مستوى سطح البحر، عند نقطة الكيلومترية (PK) 294 600 من خط وهران – القنادسة [الفرنسية]، حيث تسبقها محطة تين براهيم القديمة ويتبعها محطة الخيثر القديمة.

## تاريخ
وُضعت المحطة في الخدمة في 27 سبتمبر 1881 عندما افتتح قسم مصباح –  كريدر  من الخط الضيق القديم الذي يبلغ طوله 1055 مليمتر من وهران إلى القنادسة، حيث كانت تسبق محطة تين براهيم وتتبعها محطة كريدر (محطة الخيثر).

### روابط خارجية
- "SNTF". Société nationale des transports ferroviaires (SNTF). مؤرشف من الأصل في 2025-05-05..